# Java Virtual Machine Tools Interface
A Java Virtual Machine Tool Interface-t (JVMTI, helyesebben a JVM TI) a J2SE 5.0 (Tiger)-ben vezették be. Ez az interfész biztosítja a program számára, hogy  képes legyen megvizsgálni és kontrollálni Java virtuális gépben (JVM) futó alkalmazások  állapotát és végrehajtását. A JVMTI-t arra tervezték, hogy egy alkalmazásprogramozási interfészt (API) nyújtson azon fejlesztőeszközök számára, amelyeknek szükségük van elérni a JVM állapotát. Ilyen eszközök pl. a debuggerek vagy a profilerek.
A JVMTI JVM egy natív interfésze. Egy olyan C-ben ill. C++-ban írt könyvtár, melyet a JVM inicializálásakor tölt be. A könyvtár képes elérni a JVM-et és látni az állapotát a JVMTI és JNI (Java Native Interface) függvényhívásokon keresztül, továbbá képes regisztrálni magát, hogy fogadni tudja a JVMTI eseményeket az esemény kezelő funkciók segítségével, amelyeket a JVM hív amikor a megfelelő esemény bekövetkezik. 
A JVMTI-t a Java Community Process-n keretein belül definiálták a JSR-163 számon. A JVMTI felváltja a korábbi JVMPI-t (Java Virtual Machine Profiling Interface) és a JVMDI-t (Java Virtual Machine Debug Interface). A JVMPI-t és a JVMDI-t elavultnak deklarálták a J2SE 5.0-ban majd a Java SE6-ban már el is távolították a csomagból.
JVMTI a Java Platform Debugger Architecture legalacsonyabb szintje.

## Fordítás
Ez a szócikk részben vagy egészben  a   Java_Virtual Machine Tools Interface című angol Wikipédia-szócikk ezen változatának fordításán alapul.  Az eredeti cikk szerkesztőit annak laptörténete sorolja fel. Ez a jelzés csupán a megfogalmazás eredetét és a szerzői jogokat jelzi, nem szolgál a cikkben szereplő információk forrásmegjelöléseként.